# Jan Coenraad Kamerbeek
Jan Coenraad Kamerbeek (Rotterdam, 4 oktober 1907 – Haarlem, 13 maart 1998) was graecus en van 1951 tot 1976 hoogleraar Griekse taal- en letterkunde aan de Universiteit van Amsterdam.
Hij was de tweede zoon van Jan Kamerbeek (1874-1952), leraar geschiedenis en aardrijkskunde, en Grietje de Lange (1877-1957). Zijn oudere broer was Jan Kamerbeek jr., neerlandicus en in de jaren 1966-1976 als hoogleraar algemene en vergelijkende literatuurwetenschap zijn collega aan de Universiteit van Amsterdam. 
Kamerbeek bezocht in Rotterdam het Gymnasium Erasmianum (1919-1925), waar hij onder meer J.H. Leopold als leraar had, en studeerde vervolgens in de jaren 1925-1930 klassieke taal- en letterkunde aan de Universiteit Utrecht, bij onder anderen C.W. Vollgraff (Grieks), P.H. Damsté (Latijn) en H. Bolkestein (oude geschiedenis).
Van 1931 tot 1951 was hij leraar aan het Murmelliusgymnasium in Alkmaar. In 1940 werd hij ook conrector en tijdens de Tweede Wereldoorlog was hij waarnemend rector. Hij trouwde in 1931 met Alida Frederika Evers.
Hij promoveerde in 1934 bij Vollgraff op het proefschrift Studiën over Sophocles en bleef ook daarna wetenschappelijk actief door het schrijven van recensies en artikelen. Bovendien verzorgde hij in de jaren 1940-46 vijf schooluitgaven van Griekse tragedies. In 1951 volgde zijn benoeming tot hoogleraar Griekse taal- en letterkunde aan de Universiteit van Amsterdam. Op 1 oktober hield hij zijn oratie getiteld De Philoloog in Piëria’s Hof, waarin hij betoogde dat een filoloog ook een literair oordeel moet hebben over de teksten waarmee hij zich bezighoudt. Zijn belangstelling richtte zich vooral op de Griekse poëzie en de Griekse tragedie in het bijzonder. Zijn magnum opus werden de zeven commentaren op de zeven tragedies van Sophocles, The plays of Sophocles, commentaries (1953-1984), ten dele na zijn emeritaat in 1976 gepubliceerd. Hiermee oogstte hij veel waardering, maar ook de kritiek dat hij te behoudend was en de handschriftelijke overlevering bleef verdedigen ook op plaatsen waar het beter was te veronderstellen dat deze corrupt was. Op 2 oktober 1976 hield hij zijn afscheidscollege Sophocles, dichter van de trouw. In 1978 kreeg hij een eredoctoraat van de Vrije Universiteit Brussel.